# Nierendolch
Der Nierendolch (engl. Kidney Dagger oder Ballock Dagger) ist eine spätmittelalterliche Waffe aus Europa.

## Beschreibung
Der Nierendolch hat eine gerade, meist zweischneidige Klinge. Die Klinge wird vom Heft zum Ort schmaler und läuft spitz zu. Die Klingen sind entweder flach oder haben einen Mittelgrat. Das Heft hat eine Parierstange, die am Ende mit zwei kugel- oder eiförmigen Verdickungen versehen ist. Durch die Ähnlichkeit zu Nieren (engl. kidney) oder Hoden (engl. umgangssprachlich bollocks) bekam dieser Dolch seinen Namen. Der Originalname lautete Ballock Dagger, doch in England verwendeten Waffenhistoriker ab dem Viktorianischen Zeitalter stattdessen das Wort Kidney Dagger, um die sexuelle Konnotation zu vermeiden. Im Laufe der Zeit wurden die Verdickungen der Parierstange immer kleiner, bis sie ganz aufgegeben wurden. Das Heft ist rund und wird von der Parierstange zum Knauf breiter. Der Knauf ist meist scheibenförmig und wird mit einer Platte abgeschlossen. Es gibt verschiedene Versionen. Der Nierendolch wurde seit dem 14. Jahrhundert bis zum 17. Jahrhundert in Europa benutzt.